# Tamilnet
Tamilnet ist eine Website mit Nachrichten und Artikeln zur aktuellen Lage in Sri Lanka, früher auch mit besonderem Bezug zum Bürgerkrieg in Sri Lanka. Die Website wurde von Angehörigen der sri-lankisch-tamilischen Diaspora in den Vereinigten Staaten aufgebaut und publiziert Artikel auf Englisch, früher auch auf Französisch und Deutsch. 
Seine Berichte wurden früher als Ansichten der  Liberation Tigers of Tamil Eelam (LTTE) angesehen, die in vielen Ländern als terroristische Organisation gelistet waren. 
Obwohl nicht offiziell mit der Rebellen-Organisation verbunden, wurde sie als ein Propaganda-Instrument der LTTE angesehen.  
Article 19 zufolge, einer in London ansässigen Menschenrechtsorganisation, ist es eine populäre Nachrichten-Website, die von Journalisten wie in der Gesellschaft allgemein oder in Diplomatenkreisen sowohl in Sri Lanka wie auch weltweit als glaubwürdige Nachrichtenquelle angesehen wird für die Standpunkte und Perspektiven der Führung der LTTE, auch den Bürgerkrieg betreffend. Tamilnet und Nichtregierungsorganisationen wie Free Media Movement (FMM), Committee to Protect Journalists (CPJ) und Article 19 berichteten, dass die Website in Sri Lanka gebannt wurde.